# Xylocopa grossa
Xylocopa grossa är en biart som först beskrevs av Dru Drury 1770.  Xylocopa grossa ingår i släktet snickarbin, och familjen långtungebin. Inga underarter finns listade i Catalogue of Life.